# 理查德·瓦格纳
威廉·理查·華格納（1813年5月22日—1883年2月13日），德国作曲家、劇作家，以其歌劇聞名。華格納不同於其他的歌剧作曲家，他不但作曲，還自己編寫歌劇劇本。他是德國歌剧史上一位举足轻重的人物。前面承接莫扎特的歌剧传统，后面开启了后浪漫主义歌剧作曲潮流，理查德·施特勞斯紧随其后。同时，因为他在政治、宗教方面思想的复杂性；像是對猶太人的極端歧視、反民主反議會等，間接影響了希特勒思想，成为欧洲音乐史上最具争议的人物。
理查德·瓦格纳一開始是延續卡尔·马利亚·冯·韦伯和贾科莫·梅耶贝尔的浪漫主义傳統，但後來提出了整體藝術的概念，整合了詩歌、視覺藝術、歌劇及劇場，並1849至1852年間提出了許多的理論。瓦格纳後來將這些概念放入由四部歌劇組成的系列歌劇《尼伯龍根的指環》中，共花了26年的時間才完成:310。
理查德·瓦格纳後期的作品以其複雜的音樂織度、豐富的和声及配器法著稱，另外他也在作品中靈活的使用主导动机，也就是會和特定人物、地點或是事物一起出現的一到兩個小節音樂。理查德·瓦格纳在音樂語言上的一些進展，例如極度的半音體系以及快速變換的調性，也影響古典音樂的發展。瓦格纳的《崔斯坦與伊索德》可以算是現代音樂的開始。
理查德·瓦格纳曾建造自己的歌劇院，也就是拜羅伊特節日劇院:113-114，其中有許多新穎的設計，此歌劇院是為了歌劇《尼伯龍根的指環》而興建，《帕西法爾》也是在這裡首演。後來的拜羅伊特音樂節也在此固定演出瓦格纳的十部樂劇。在瓦格纳建造歌劇院時，他對於音樂及戲劇的想法又改變了，他也將一些傳統形式引入他最後幾部作品中，包括《尼伯龍根的指環》。
在理查德·瓦格纳的最後幾年生命中，充斥著政治流亡者、動盪的愛情以及貧窮。他在音樂、戲劇及政治上的爭議作品在最近數十年來得到許多的注意，尤其是其中的反犹太詞句。他的概念在許多二十世紀的藝術中可以看出踪跡，其影響包括哲學、文學、視覺藝術及戲劇。于二次世界大战时期，纳粹党在德国柏林国家音乐厅，数千军官党员与希特勒集体聆听交响乐团演奏瓦格纳的作品。

## 生平

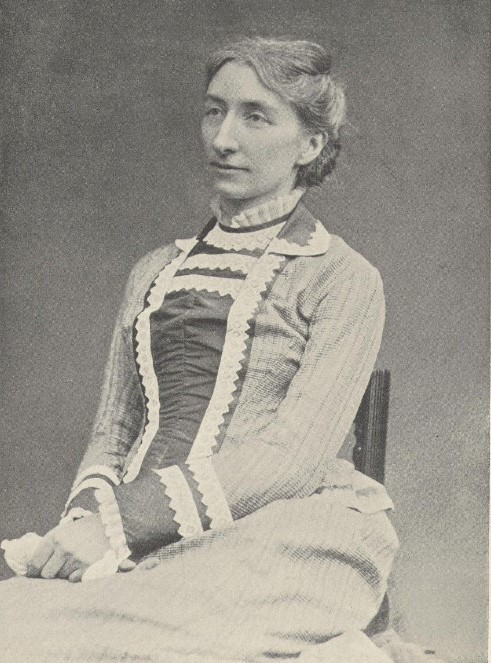
理查德·瓦格纳的第二任妻子科西玛，李斯特的女儿

瓦格纳1813年出生于莱比锡，出世6个月，在警察局当职员的父亲就去世了。他母亲不久改嫁给一个演员兼剧作家。不久全家就搬到继父工作的德累斯顿。瓦格纳在继父关照下，受到了最初的艺术熏陶，他对戏剧和音乐十分感兴趣。1827年，全家又迁回莱比锡。在莱比锡布商大厦剧院，他第一次听到贝多芬第九交响乐，深受感动。1831年，他进入莱比锡大学学习作曲，一年后，他创作了贝多芬风格的《C大调交响曲》。
1832年，经他哥哥介绍，到维尔茨堡任合唱指挥。同年他创作了他的第一部完整的歌剧作品《仙女》。之后，他又先后在马格德堡和柯尼斯堡的担任音乐指挥。
1836年11月24日第一次结婚，次年五月妻子米娜·普拉纳与当地一名商人私奔（1837年6月也发生了同样的事情），六月他前往俄国里加任一家歌剧院的音乐指挥。1839年因为债务，乘船逃往伦敦。1840年至1841年在巴黎度过。1842年返回德国德累斯顿，任萨克森王国宫廷乐队指挥。
受1848年革命影响，他1849年在德累斯顿参加五月起义，失败后被通缉，此后12年在巴黎等地流亡，此时瓦格纳与妻子米娜的关系已经到了不可修复的地步。他逃亡蘇黎世，在那裡寫下了《尼伯龍根的指環》四部曲的劇本和前兩部的音樂（《萊茵的黃金》和《女武神》），與《崔斯坦與伊索德》。1857年於蘇黎世指導《崔斯坦與伊索德》期間，與瑪蒂德·魏森東克發生婚外情，最終導致米娜與華格納夫妻感情破裂。在巴黎期间，认识了李斯特，后来娶了比瓦格纳小24岁的李斯特的女儿科西玛为妻。1861年通缉令解除后，回到德国，住在威斯巴登的比布里希镇。
1864年开始，得到了巴伐利亚国王路德维希二世的青睞和赞助。他搬到慕尼黑，创作了喜歌剧《纽伦堡的名歌手》和《尼伯龙根的指环》的最后两部曲《齊格弗里德》和《諸神的黃昏》。
1870年，瓦格納與科西瑪成婚。同年，為了《尼伯龍根的指環》的首演，瓦格納在路德維希二世的資助下建立拜羅伊特節日劇院。劇院1876年開業，同年8月13-17日在劇院舞台上舉行了四部曲《尼伯龍根的指環》的首演。
1882年，歌劇《帕西法爾》在拜罗伊特節日劇院上演。同年，瓦格纳因健康原因前往威尼斯。
1883年2月13日，在前往威尼斯避寒旅行期间，因心肌梗塞病死于威尼斯的温德拉敏宫中。
瓦格纳的儿子齐格弗里德·瓦格纳也是作曲家。

## 作品
《瓦格纳作品目录》（Wagner-Werk-Verzeichnis，WWV）中收录的他的作品共有113件，其中包括未完成的以及计划中的。

### 歌剧

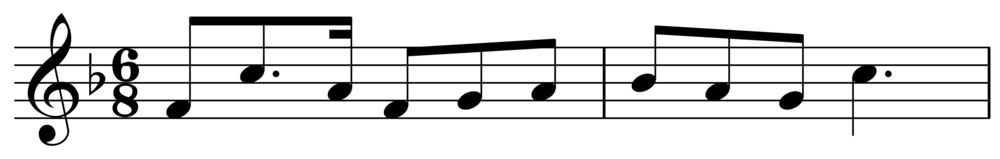
在瓦格纳的歌剧《齐格弗里德》中，男主角的号角声代表着作品的主导动机。

瓦格纳的剧作是他最主要的艺术遗产。大部分作曲家通常都把编写歌剧剧本（包括台词与歌词）的任务交给别人完成，但瓦格纳却撰写自己的剧本，他称之为“诗篇”:264-268。
1849年起，瓦格纳极力推崇一种新的歌剧观念，即称为“音乐剧（music drama）”（不过他后来放弃使用了这个词）:236-237，在这种剧作中，各个音乐、诗歌和戏剧元素都被融合在一起——构成一种“整体艺术”。瓦格纳创造了一种新的作曲风格，使得管弦乐队与歌手的地位同样重要。之后的剧作中，管弦乐队的地位体现在表达主导动机以及具体的人物、地点、情节元素。这些元素复杂地交织在一起，共同推动了戏剧的进展:234-235。虽然“音乐剧”是瓦格纳专用的，但许多作家:129-136都如此称呼这样的剧作:236,271。

#### 早期作品（1842年前）
瓦格纳的最早尝试创作的歌剧大部分都未完成。被他放弃的作品包括17岁时写的田园歌剧《恋人的心绪》，它是基于歌德的同名诗篇创作而成:321；1832年写的《婚礼》1832年:321；1837-1838年写的歌唱剧《男人比女人更狡猾》。1833年创作的《仙女》在这位作曲家的一生中没有出演过:271，另外1836年的《禁恋》在第一次演出后遭到撤回:273。1842年，《黎恩济》首演，它是瓦格纳第一个成功上演的歌剧:274-276。这些早期作品的创作风格总体上是较传统的——相对更复杂的《黎恩济》清晰地显示其创作深受斯蓬蒂尼（Spontini）和梅耶贝尔（Meyerbeer）的大歌剧的影响——并没有表现出瓦格纳后来的创新，那样的创新才决定了他在音乐史上的地位。瓦格纳后来谈道他并不认为这些作品（work）是他全部作品（oeuvre）的一部分，且拜罗伊特音乐节中也没有表演过这段时期的作品:26，甚至过去几个世纪中都几乎没有上演过（只有《黎恩济》的序曲偶尔会在音乐会上演奏）。在2013年，为了纪念作曲家肖邦诞辰，《仙女》《禁恋》《黎恩济》等三部歌剧在莱比锡和拜罗伊特演出。

#### “浪漫主义歌剧”（1843—1851）

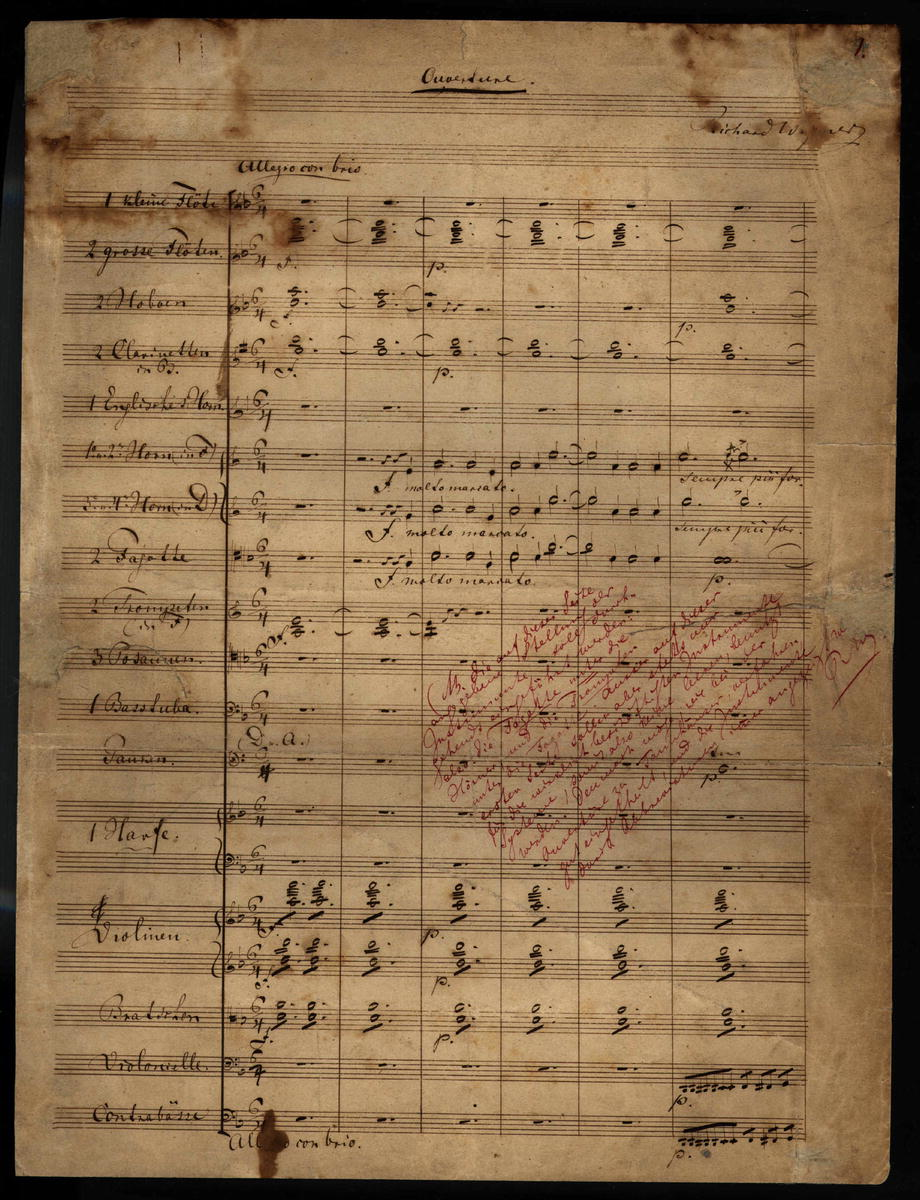
瓦格纳的手稿：《漂泊的荷兰人》的开幕序曲，其中有他给出版商的笔记。

瓦格纳1843年的《漂泊的荷兰人》宣告着他的创作阶段进入了中期。随后他又分别在1845年与1850年创作了《唐怀瑟》和《罗恩格林》。这三部歌剧有时被称作瓦格纳的“浪漫主义歌剧”（romantic operas）:67-73:125-129。由于这些剧作，他之前凭借《黎恩济》建立起的在德国乃至世界上的地位得到了进一步的巩固。1849年起他就放弃了这种创作风格，不过有时他还会修改《漂泊的荷兰人》:13,25与《唐怀瑟》:280-282。一般认为这三部歌剧代表了瓦格纳艺术历程中重要的发展阶段，在音乐和歌剧的主题处理、情感表达以及编排方面达到了成熟的地步:106-107。拜罗伊特音乐节精选内的作品中这几部属于比较早的成熟剧作，瓦格纳辞世后科西玛还遵照他的遗愿在拜罗伊特音乐节上安排了三者的演出。此三部歌剧（包括改编版的《漂泊的荷兰人》和《唐怀瑟》）仍继续在世界各地定期演出并录像，这些歌剧也使得他健在时便名声大噪。

#### 开始创作《尼伯龙根的指环》

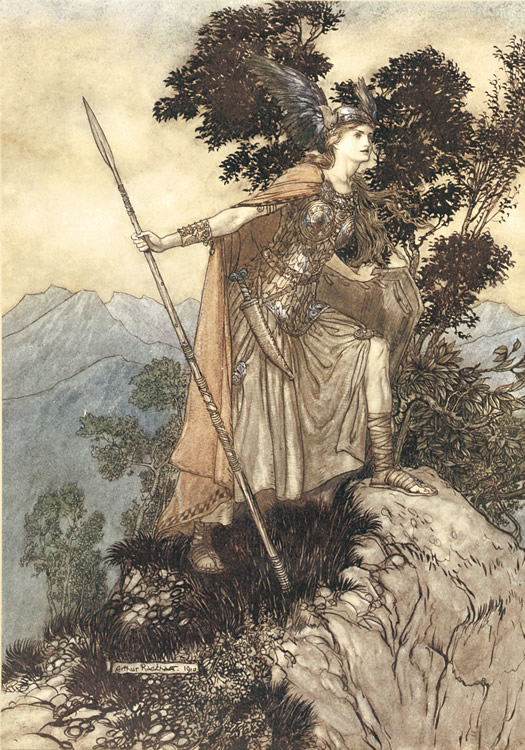
布倫希爾德，是一名女武神。1910年亚瑟·拉克姆作此插画。

瓦格纳之后的戏剧《尼伯龙根的指环》（通常简称《指环》或《指环》系列）是其代表作之一。《指环》是由四部歌剧组成的系列，剧中的许多元素来自日耳曼神话——多数来自后来的北欧神话——尤其是古诺尔斯语的《诗体埃达》与《沃尔松格萨迦》以及中古高地德语的《尼伯龙根之歌》:286:128-130,141,210-212。瓦格纳专门凭着他对头韵的理解改进了这几部歌剧的剧本，头韵在古日耳曼诗歌中有用到:239-240,266-267。瓦格纳对古希腊戏剧的认知也影响了这四部歌剧，在古代的雅典节日里四联剧是一个重要组成部分，这些在他的文章《歌剧与戏剧》中也进行了详尽的讨论:74。
《指环》系列的前两部《莱茵的黄金》与《女武神》分别在1854年与1856年完成。《莱茵的黄金》中，“几乎没有“现实主义”（以及）表达感情的音乐片段”:86使得瓦格纳已经非常接近他1849-1851年文章中所谈及的音乐理想了。事实上《女武神》中含有咏叹调[第一幕中齐格蒙德（Siegmund）演唱《暴风雨》（Winterstürme）即为一例]，另外女武神出现时的准合唱也体现了更多的“歌剧”特点，但巴里·米灵顿（Barry Millington）评论道“（这是）最完美地体现《歌剧与戏剧》中的理论的一部音乐剧了……它成功将诗歌与音乐结合，而在音乐表达上没有太大的牺牲”。

#### 转而创作《特里斯坦与伊索尔德》与《纽伦堡的名歌手》
在为《指环》系列的第三部分《齐格弗里德》谱曲时，瓦格纳暂时放弃了它的创作；在1857年至1864年间他一直在写一部爱情悲剧《特里斯坦与伊索尔德》（简称《特里斯坦》）以及他成熟作品中仅有的一部喜剧《纽伦堡的名歌手》（简称《名歌手》），这两部作品也是经典歌剧的一部分:294,300,304。

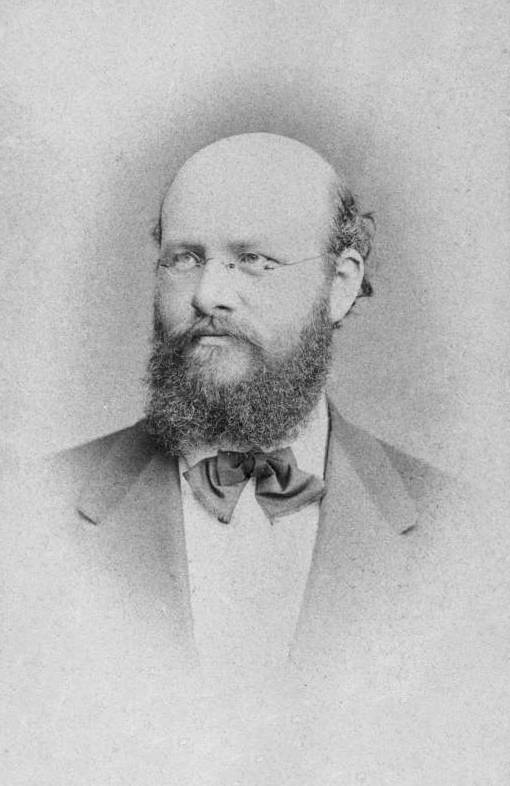
弗朗茨·贝兹，演唱了《纽伦堡的名歌手》中的角色汉斯·萨克斯（Hans Sachs）以及《指环》系列中的角色奥丁（Wotan）。

《特里斯坦与伊索尔德》在音乐史上有着特殊的地位：许多人认为这部作品标志着对传统和声与调性的放弃，并为20世纪的古典音乐的发展方向奠定了基础:301:64:224。瓦格纳认为这部歌剧完美地实现了他有关音乐剧的理论，其戏剧元素之间体现了“转换的艺术”（the art of transition），而声乐与管弦乐之间也平衡得较好:15。1859年作品完成，而在1865年6月慕尼黑进行了首演，这次演出由彪罗指挥:298。
早在1845年瓦格纳即设想过《纽伦堡的名歌手》应成为《唐怀瑟》的喜剧“装饰品”（pendant）:134。和《特里斯坦》很像的是，它于1868年6月21日也在慕尼黑首演，同样是比洛指挥，并立即大获成功:282-283。巴里·米灵顿称《名歌手》是“一部华丽的、感性的音乐剧，因剧中蕴含着温暖的人性而广受赞赏”，但因为作品中有着强烈的德国民族主义色彩，故这部音乐剧也常被作为瓦格纳信奉保守的政治态度、反犹太主义的例子:66-72。

#### 完成《尼伯龙根的指环》
瓦格纳回头继续为《齐格弗里德》的最后一幕配乐并继续完成《指环》的最后一部歌剧《诸神的黄昏》时，他的创作风格有所改变：从《莱茵的黄金》与《女武神》的听觉世界变得更为“歌剧化”（operatic），不过其中还是充满了他作曲的创新，并在剧中多处设了主导动机:294-295。出现这种现象的一部分原因是因为瓦格纳是倒着撰写《指环》系列的剧本的，所以《诸神的黄昏》的剧本要比《莱茵的黄金》更为“传统”（traditionally）:286；然而，他对整体艺术的追求变得松懈了。创作风格的改变也让瓦格纳在创作《特里斯坦》《名歌手》与巴黎版本的《唐怀瑟》时作曲技巧有所提升:43。从《齐格弗里德》的第三幕开始，旋律中的半音和复杂的和声增多，对主导动机的处理也更为娴熟:48-49。
从1848年瓦格纳为《指环》规划的第一份草稿到1874年完成《诸神的黄昏》一共用了26年。要演出《指环》一共需要大约15个小时:285，目前仍在定期演出的剧作中，如此长的还仅此一部。

#### 《帕西法尔》
瓦格纳最后一部歌剧《帕西法尔》作于1882年，是他唯一一部专门为他的贝罗伊特节日剧院所作的歌剧。《帕西法爾》有意探討的，是爲了延續人類存在，使之純化的問題。而宗教信仰的虔誠，耶穌受難的陰影，使這部作品有了“舞臺節日祭祀劇”（Bühnenweihfestspiel）的副題。此剧的故事情节是受到有关圣杯的传说的启发而创作的。其中也有些内容来自佛教中的出家，是在瓦格纳阅读叔本华的著作时读到的。:308瓦格纳对科西玛说这是他“最后一张牌（last card）”。这部作品仍因其在基督教、性、表达上处理不当而存在争议；正如一些评论家所言，此作仍存在德国种族主义以及反犹太主义:169-175。尽管这部歌剧被路德维希二世形容说“它（是）最基督化的作品”（this most Christian of works），但乌尔丽克·基兹丽（Ulrike Kienzle）评论道「瓦格纳虽然了解了耶稣教的神话，但《帕西瓦尔》的形象与精神上的内容都很特立独行，违背了耶稣教的教条」。":81在音乐上，这部歌剧代表了瓦格纳的风格进一步升华，巴里·米灵顿如是评论：“（这是）一部精致的配乐，它拥有着超凡的美丽与优雅。”。

### 非歌剧音乐

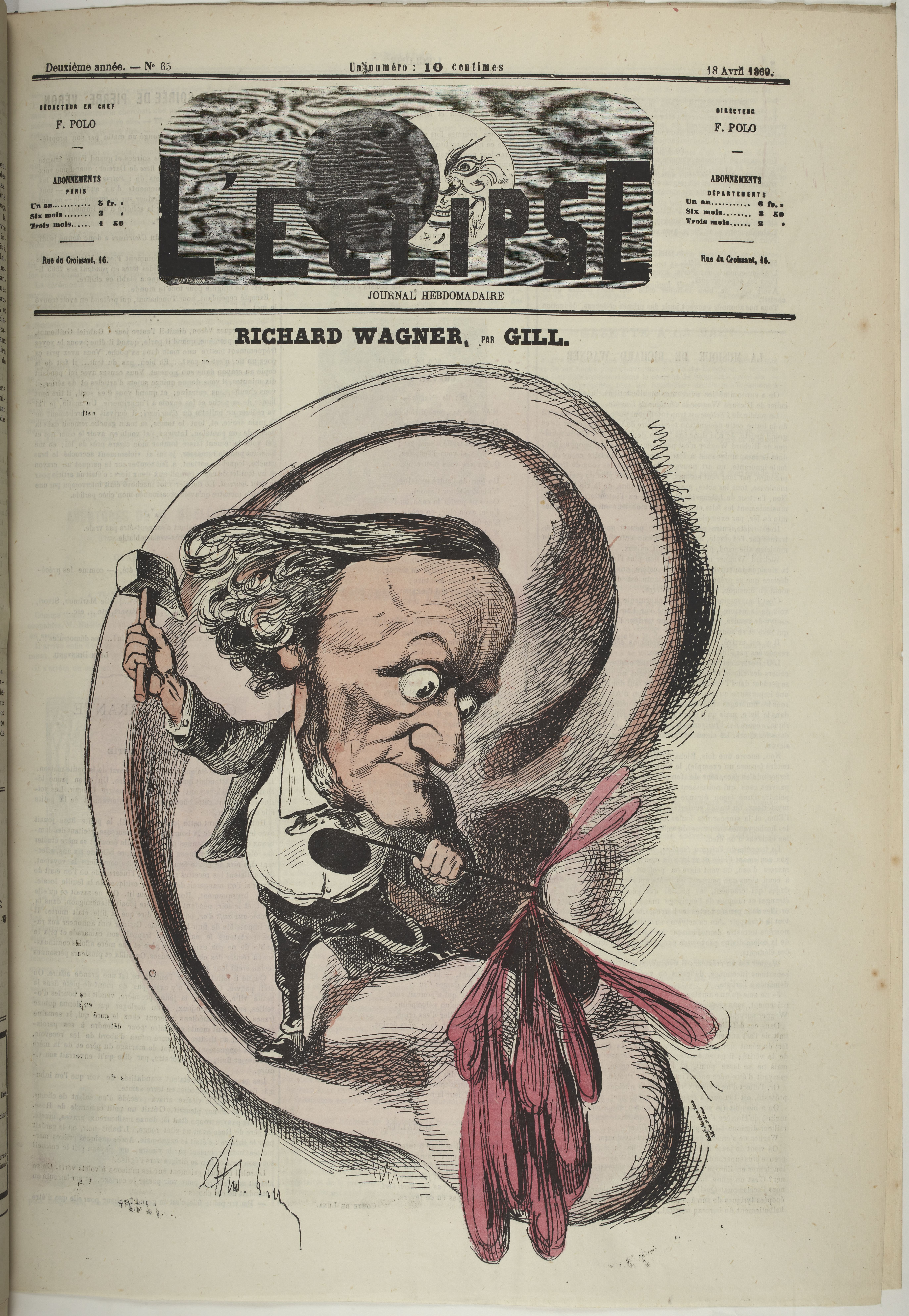
安德雷·吉乐认为瓦格纳的音乐震耳欲聋。图为1869年4月18日报刊L'Eclipse的封面。

除了创作歌剧以外，瓦格纳还谱写过一些乐曲，不过数量较少。他的音乐作品有C大调交响曲 (瓦格纳)（19岁创作）、《浮士德序曲》（仅完成了交响乐的主题部分）、一些序曲、合唱曲以及钢琴曲:138。除去歌剧之外，人们最常演出的瓦格纳作品要数室内管弦乐《齐格弗里德牧歌》；它和《指环》系列的主题有几分相似:311-312。无论是最早的钢琴版本，还是有管弦乐伴奏的《魏森冬克之歌》也经常被演出。《美国百年纪念进行曲》（American Centennial March，1876年作）与《信徒们的爱之宴》相对表演的要少一些；后者是1843年为德累斯顿而作，由男合唱团与管弦乐团来演出:314。

## 与犹太、纳粹的关系
以當代視角來看，音樂領域以外的華格納在思想上可能有極大的爭議。《指環》對猶太人的片面書寫，《帕西法爾》當中的種族主義等，被部分學者（例如德國學者Hartmut Zelinsky）認為是猶太大屠殺的意識形態濫觴。同時亦有學者指出，反猶思想是普魯士時期的普遍現象。華格納創作所秉持的精神「從一開始就是民族主義的和反猶主義的」，非華格納所創。
眾所周知，希特勒非常喜歡華格納的作品，關於希特勒對華格納的崇拜，希特勒好友奥古斯特·库别兹克指出，這更多是出自於找尋支持希特勒本身既有信念的證據，而非對華格納全面的了解。誠如華格納本人在書信中的看法：「我與當代反猶運動沒有任何共通之處……任何具有理智的人都不可能把我跟這些運動給連在一起。」20世紀的反猶太運動竟然挪用了華格納的思想，是其本人所料未及的。
以色列一直因为瓦格纳的反犹太主义思想以及纳粹的原因，一直有一非正式的禁令，以色列国内从不上演瓦格纳的作品，不过这些年来稍有松动。2011年，以色列室內樂團（Israel Chamber Orchestra）前往拜羅伊特音樂節演出，樂團幹部認為這是「新的開端」。

## 代表作品一览

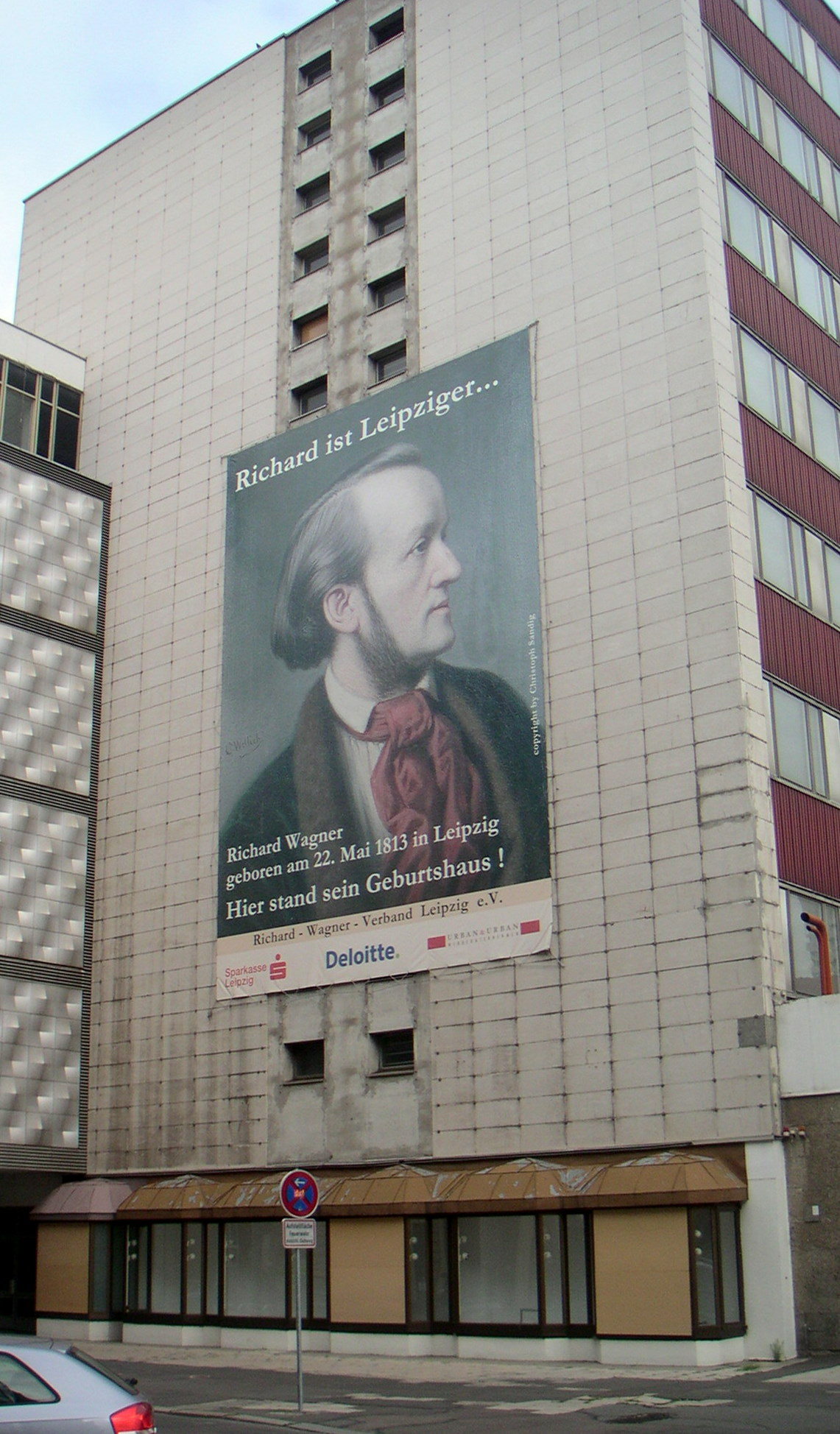
理查德·華格納

### 十三部歌劇
- 仙女（Die Feen，1833-34，首演於1888年）
- 禁戀（Das Liebesverbot oder Die Novize von Palermo，1834-36，首演於1836年）
- 黎恩濟（Rienzi, der Letzte der Tribunen，1837）
- 漂泊的荷蘭人（Der Fliegende Holländer，1843）
- 唐懷瑟（Tannhäuser，1845）
- 羅恩格林（Lohengrin，1848）
- 崔斯坦與伊索德（Tristan und Isolde，1859）
- 紐倫堡的名歌手（Die Meistersinger Von Nürnberg，1867）
- 尼貝龍根的指環（Der Ring des Nibelungen）
  - 莱茵的黄金（Das Rheingold，1854）
  - 女武神（Die Walküre，1856）
  - 齊格菲（Siegfried，1871）
  - 諸神的黃昏（Götterdämmerung，1874）
- 帕西法尔（Parsifal，1882）

### 管弦乐改编
- 格鲁克歌剧《依菲格尼亚在陶里德》序曲 重新配器

### 管弦乐
- C大调交响曲
- 浮士德序曲
- 齐格弗里德牧歌

### 歌曲
- 5首魏森东克的歌

## 外部連結
- 華格納曲目列表 （页面存档备份，存于）
- 生平，作品及版本比较 （页面存档备份，存于）（德文）
- 理查德·瓦格纳的免费乐谱，由国际乐谱典藏计划提供